# Ascetocythere cosmeta
Ascetocythere cosmeta är en kräftdjursart som beskrevs av Hobbs och C. W. Hart 1966. Ascetocythere cosmeta ingår i släktet Ascetocythere och familjen Entocytheridae. Inga underarter finns listade i Catalogue of Life.